# Of Mice and Men (pel·lícula de 1939)
Of Mice and Men és una pel·lícula dramàtica estatunidenca de 1939 basada en l'obra de teatre homònima de 1937, que en si mateixa es basava en la novel·la homònima de l'autor John Steinbeck. La pel·lícula és protagonitzada per Burgess Meredith, Betty Field i Lon Chaney Jr.. La pel·lícula explica la història de dos homes, George i el seu company, amb discapacitat intel·lectual, Lennie, intentant sobreviure durant el Dust Bowl dels anys 30 i perseguint el somni de tenir el seu propi ranxo en lloc de treballar sempre per als altres. Els papers principals van protagonitzar el relatiu nouvingut a Hollywood Burgess Meredith, com a George, i el veterà actor Lon Chaney Jr. (fill del famós actor de cinema mut Lon Chaney ) com a Lennie. Chaney havia aparegut en més de 50 pel·lícules en aquell moment de la seva carrera, però Of Mice and Men va ser el seu primer paper important. El paper de Betty Field com a Mae va ser el seu paper exitós al cinema.
La pel·lícula, produïda per Hal Roach Studios, va ser adaptada per Eugene Solow i dirigida per Lewis Milestone. Va ser nominada a quatre premis de l'Acadèmia, inclosa la millor pel·lícula. La partitura musical va ser del compositor estatunidenc Aaron Copland. Estrenada el 1939, es va guanyar un seguit de seguidors (tant públic com crítics de cinema) que van elogiar la pel·lícula per la seva interpretació de la novel·la de Steinbeck.

## Argument
Dos treballadors de camp migrants a Califòrnia durant la Gran Depressió, George Milton i Lennie Small, esperen aconseguir algun dia el seu somni compartit d'establir-se al seu propi terreny.

## Repartiment
- Burgess Meredith com George
- Betty Field com Mae
- Lon Chaney Jr. com Lennie
- Charles Bickford com Slim
- Roman Bohnen com Candy
- Bob Steele com Curley
- Noah Beery Jr. com Whit
- Oscar O'Shea com Jackson
- Granville Bates com Carlson
- Leigh Whipper com Crooks
- Helen Lynd com Susie

## Recepció

### Crítica
Quan la pel·lícula es va estrenar per primera vegada, Frank S. Nugent, el crític cinematogràfic de The New York Times, va elogiar la pel·lícula i la interpretació, escrivint "... Nova York, tret que tornem a calcular malament, avalarà la seva versió cinematogràfica, a la Roxy, tan cordialment com ha avalat El raïm de la ira. Les pel·lícules tenen poc en comú com a narrativa, però tenen molt en comú com a art: el mateix maneig hàbil del seu material, la mateixa comprensió de les persones, la mateixa capacitat per centrar l'interès amb força i premiar-lo amb una artesania i habilitat honesta... No poca part d'aquest crèdit pertany als homes i a l'única dona jove que Hal Roach ha reclutat per a la seva producció. Miss Field ha afegit alçada al paper de l'esposa del terratinent alliberant-la de l'ordre conscient de la taquilla de l'obra de comportar-se com un homenot".
El personal de la revista Variety també va valorar favorablement la pel·lícula, escrivint: "Sota l'hàbil guia de la direcció de Lewis Milestone, la imatge conserva tot el drama contundent i commovedor de l'obra i novel·la original de John Steinbeck, en presentar la tragèdia eventual dels dos treballadors itinerants de Califòrnia. En traslladar la història a la pantalla, el guionista Eugene Solow va eliminar el llenguatge fort i la blasfèmia directa. Malgrat aquest requisit per a l'equip de Hays, Solow i Milestone conserven tota la virilitat de la peça en la seva forma original".

### Elogis
Va ser nominada a quatre premis de l'Acadèmia : Millor pel·lícula, Millor gravació de so (Elmer A. Raguse), Millor banda sonora musical i Millor banda sonora original.